# Šafov
Šafov település Csehországban, a Znojmói járásban. Šafov Starý Petřín, Stálky, Podmyče, Riegersburg és Langau településekkel határos. Lakosainak száma 137 fő (2024. január 1.).

## Népesség
A település lakosságának változását az alábbi diagram mutatja:
| Lakosok száma | 1436 | 942  | 748  | 286  | 215  | 153  | 158  | 153  | 135  | 137  |
|               | 1869 | 1900 | 1921 | 1961 | 1980 | 2011 | 2016 | 2019 | 2021 | 2024 |